# ویلم یکم، گراف هلند
ویلیام اول کنت هلند (انگلیسی: William I, Count of Holland) از کنت‌شین هلند می‌باشد که از سال ۱۲۰۳ تا ۱۲۲۲ در این منصب بود، او فرزند کوچکتر فلوریس سوم کنت هلند و همسرش آدا از هانتینگدون بود، یکی از بزرگترین مشارکت‌های نظامی او لشکرکشی به جنگ صلیبی پنجم می‌باشد.